# بشملة أذينية
بشملة أذينية (الاسم العلمي:Eriobotrya stipularis) هي نوع غير مؤكد من النباتات تتبع جنس البشملة من الفصيلة الوردية. تم وصف هذا النوع من النبات علمياً لأول مرة من قبل ويليام غرانت كريب سنة 1929.